# Archives of Disease in Childhood
Archives of Disease in Childhood, abgekürzt Arch. Dis. Child., ist eine wissenschaftliche Fachzeitschrift, die vom BMJ-Publishing-Verlag veröffentlicht wird. Die Zeitschrift ist das offizielle Journal des Royal College of Paediatrics and Child Health und erscheint mit zwölf Ausgaben im Jahr. Es werden Arbeiten aus dem Gebiet der Pädiatrie (Kinderheilkunde) veröffentlicht.
Der Impact Factor lag im Jahr 2014 bei 2,899. Nach der Statistik des ISI Web of Knowledge wird das Journal mit diesem Impact Factor in der Kategorie Pädiatrie an 16. Stelle von 119 Zeitschriften geführt.